# الصادق البجاوي
الصادق بويحيى المعروف باسم الصادق البجاوي (17 ديسمبر 1907 - يناير 1995) موسيقي جزائري.

## حياته
ولد الصادق بويحيى في 17 ديسمبر 1907 في حي اللوز بمدينة بجاية شرق الجزائر العاصمة، بدأ تعليمه في المدرسة القرآنية المعروفة محليا باسم بابا فسيان، كناية للعلامة سيدي سفيان، كما تعلم الآداب والدين في مدرسة سيدي علي البتروني، كما تلقن على يد سي الهاشمي وسي علاوة محينداد، كان في بداية مسيرته حكرا على كبار المشايخ والقضاة في الأحياء المشكلة بمدينة بجاية، يستمد مواضيعه من الثقافة الدينية والمعزوفات الأهلية القديمة.
كانت الموسيقى الأندلسية في أول درب الشيخ ممثلة في 3 معاهد، هي كل من الحوزي بمدينة تلمسان، والصنعة بمدينة الجزائر العاصمة والمالوف بمدينة قسنطينة، وعند زيارة شيخ تلمسان، العربي بن ساري، لبجاية من أجل إحياء حفل زواج سنة 1928 تأثير بالغ على مسار الصادق البجاوي، حيث تزامن ذلك مع تأسيسه لأول فرقة موسيقية له وعمره لا يتجاوز 21 سنة، قبل أن يشد الرحال إلى الجزائر العاصمة ليسجل في الموصلية، حيث تكفل به كل من لحو سرور ومخيلف بوشعرة، ليتعلم أسرار النوبات على يد محي الدين لخال أثناء تنشيط جمعية الودادية بمدينة البليدة
إن الصادق البجاوي انتقل إلى تلمسان لأول مرة في سنة 1934 خلال رحلة نظمتها كانت له فرصة لاكتساب رصيد حوزي أكثر وزنا، واحتضان ثقافة خاصة استوحاها من رصيد الشيخ بن ساري، الذي جمعته به علاقة صداقة، قبل أن يتعرّف على عمر بخشي وعبد الكريم دالي. ليجوب الغرب الجزائري، منها مدينة وهران التي التقى فيها بسعود الوهراني، معلم زوزو فنون وإبيحو بن سعيد الذين أثروا على شخصيته الفنية.
لم يلبث الصادق البجاوي، حتى عاد لمدينة بجاية، حيث أسس في سنة 1938 أي بعد عامين من عودته مؤسسة الشبيبة، لتليها الشباب الفني في سنة 1940 ثم الانشراح في 1944 وهي كلها مؤسسات لقن فيها مختلف الطبوع الموسيقية الجزائرية التي جسد من خلالها الشخصية والهوية الجزائرية، الأمر الذي أزعج كثيرا الإدارة الاستعمارية الفرنسية التي قررت حلها وغلقها في وجه روّادها نهائيا، ليحوّل الشيخ مقهى بغداد في حي فطيمة، وسط مدينة بجاية، إلى حلقة ثقافية يلتقي فيها كل الفنانين
أصبح الصادق البجاوي عضوا بارزا في الإذاعة بجاية ابتداء من 1947 حيث اشتغل منشطا وقائد فرقة، ومنتجا في مجال المسرحيات الإذاعية والأغاني القبائلية القصيرة، وشارك في العديد من المسرحيات الإذاعية بأغان قصيرة هادفة. وكان الثنائي الذي جمعه بعبد الوهاب البجاوي أكثر بروزا، جاء بمثابة حوار بين الثعلب أمحند أوشن والديك وبل يازيط.
بعد الاستقلال أدار المحافظة الموسيقية لبلدية بجاية، لينشئ في مارس 1963 أول مدرسة للموسيقى الكلاسيكية، بعدما قضى أزيد من 27 سنة في تنشيط السهرات الموسيقية البجاوية، ليتفرّغ من خلالها للتكوين في كل الطبوع الموسيقية، وتلقين الدروس على مختلف الآلات الموسيقية رغم حبه للكمان أحس أنه يجب المرور إلى التكوين، بعد حياة خافقة كرستها للبحث والإبداع، قام بإدارة الفرقة الموسيقية للمحافظة إلى غاية 1986.
ترك رصيدا حافلا من النوبات التي تم تسجيلها من طرف الإذاعة الجزائرية، إلى جانب عدد من النقلابات، النصرافات، وقصائد في الحوزي والرحاوي، والأبيات الشعرية المنحدرة من الموسيقى الأندلسية كـ يا سماع الكلام، كما كان مؤلفا موسيقيا وكاتب كلمات
ومن بين الأغاني التي خلفها منها: تلمسان يا الباهية التي كانت بمثابة حوار جمع بين مدينة تلمسان وبجاية، وهران، وقسنطينة توصل يا حمام،.و حدا العم، ويا قلبي اسمع، يا لي تحب تملك، آه يا ختي. منها ما أعيد من طرف تلامذته وفنانين آخرين، كـ محلى هذه العشية للغازي
ولأن الشيخ ذاع صيته منذ بداية مشواره، فقد شارك في العديد من الملتقيات والتظاهرات الفنية في تونس وباريس سنة 1936، والمهرجان المغاريبي للموسيقى الأندلسية المنظم في سنة 1939 في مدينة فاس، حيث قلّده سلطان المغرب الوسام تكريما له، كما شارك في عام 1947 في مهرجان الموسيقى الكلاسيكية في تونس، حيث كرّم من طرف الباي بـ نيشان الافتخار، وفي سنة 1950 أدى قطعة غنائية توشية زيدان في حفل أدته الأوركسترا السيمفونية روان في بجاية، أبهر بها الموسيقيين الفرنسيين. أما في سنة 1971 فقد شارك الصادق البجاوي تلامذته، من بينهم محمد رايس وعبد الوهاب البجاوي، أداء المعزوفة السورية حنينة يا حنينة.
تمكن الشيخ الصادق البجاوي من مواصلة دربه الفني، من خلال تقديم النصح لكبار الفنانين، أمثال الحاج الهاشمي فروابي، أكلي يحياتن، جمال علام وآخرين، من الذين كانوا يقصدونه إلى غاية وفاته في جانفي 1995.